# Велич особистості
«Велич особистості» — телевізійний проєкт з авторського циклу Ірини Фаріон, що виходив в етері парламентського телеканалу «Рада» щонеділі о 10:00 з 2013 по 2019 роки. За період проєкту вийшло 160 програм. Журналіст циклу – Наталія Андрощук.
Проєкт популяризує знання про знакові постаті української історії, культури, політики, відкриває «великих українців – відомих і штучно забутих радянською владою на довгі роки». Історія України крізь життя великих українських постатей.

## Опис
Кожна студія присвячена окремому українцю, який своїм життям додав неоціненний вклад до розвитку, становленню незалежності та самостійності.
Однією з найкращих передачі авторка вважає епізод про Миколу Гоголя: «Віддавна органічно не сприймала Гоголя через його москвомовність. Вважала це просто дикунством! Чому українець пише по-чужому? Він хворий чи перевертень? Як з'ясувалося, і перше, і друге. Він став для мене основним мотивом відштовхування від угодовства».
Трансляція відбувалася щонеділі о 10:00. Використовувались повтори певних студій. Випуски від 31 березня та 21 квітня 2019 року не вийшли в ефір з причин проведення відповідно 1 та 2 турів Виборів президента України.

## Список особистостей
Випуски програми присвячені особистостям, українцями, або пов'язаних з Україною осіб, через життєпис яких автори проєкту демонструють багатство українського народу та його величезний потенціал.
Письменники, поети
- Ганна Барвінок
- Іван Багряний
- Микола Гоголь
- Григорій Квітка-Основ'яненко
- Ольга Кобилянська
- Михайло Коцюбинський
- Микола Куліш
- Пантелеймон Куліші
- Панас Мирний
- Іван Нечуй-Левицький
- Валер'ян Підмогильний
- Олена Пчілка
- Улас Самчук
- Іван Світличний
- Василь Симоненко
- Василь Стус
- Леся Українка
- Іван Франко
- Микола Хвильовий
- Тарас Шевченко

Мовознавці
- Яків Головацький
- Агатангел Кримський
- Олександр Потебня
- Мелетій Смотрицький
- Юрій Шевельов
- Петро Яцик

Музиканти
- Артемій Ведель
- Володимир Івасюк
- Соломія Крушельницька
- Микола Леонтович
- Микола Лисенко

Театральні діячі
- Марія Заньковецька
- Марко Кропивницький
- Лесь Курбас
- Панас Саксаганський
- Михайло Старицький

Князі
- Володимир Великий
- Володимир Мономах
- Ольга
- Ярослав Мудрий

Гетьмани
- Петро Дорошенко
- Іван Мазепа
- Павло Полуботок
- Петро Сагайдачний
- Павло Скоропадський
- Богдан Хмельницький

Політичні та військові діячі
- Степан Бандера
- Дмитро Вітовський
- Андрій Мельник
- Євген Петрушевич
- Роман Шухевич

Науковці
- Володимир Вернадський
- Іван Пулюй
- Дмитро Яворницький

## Творча група
- Авторка циклу — Ірина Фаріон
- Ведуча — Наталія Андрощук[7]

## Значення проєкту
Катедра української мови Національного університету «Львівська політехніка» визначає щотижневу програму «Велич особистості» – авторський цикл відеолекцій про видатних діячів української науки, культури, історії та телепроєкт з популяризації видатних особистостей українського простору «Ген українців», просвітницькою роботою серед студентської молоді, яку ведуть викладачі катедри (Ірини Фаріон), пропагують українську мову та культуру мовлення у пресі, на радіо й телебаченні. Програми «Ген українців» і «Велич особистості» в університеті «Львівська політехніка» заведені у навчальну програму з курсу риторики, курсу сучасної української мови, з курсу української мови за професійним спрямуванням.
Цикл програм «Велич особистості» та «Ген українців» є рекомендованим у рамках науково-практичної конференції 1 грудня 2022 року під егідою Міністерства оборони України та Національного університету оборони України до показу офіцерам із метою розширення можливості пишатися представниками українського народу. Учителі середніх шкіл використовують програми «Велич особистості» на уроках історії, української літератури та української мови. Підручник з української літератури для 11 класу рівня стандарту Олександра Авраменка 2019 року серед своїх завдань пропонує переглянути та проаналізувати програму «Велич особистості: Валер'ян Підмогильний».
Доктор філологічних наук, журналіст Микола Тимошик у статті, опублікованій у культурологічному тижневику «Слово Просвіти», відмітив:
|  | Фактично це нове прочитання багатьох відомих, маловідомих, а то й зовсім забутих постатей нашої національної історії. Письменники, учені, просвітники, громадські, політичні діячі, державники. Позбавлені накладеного попередніми режимами ідеологічного глянцу, олюднені й ошляхетнені, з новими яскравими й незнаними досі фактами біографій. Їхні величні й трагічні долі перепущені через небайдуже серце ведучої й подані нам для осмислення в конкретиці давно жаданої україноцентричности. Такі передачі стали свіжим подихом на фоні всуціль зросійщеного й національно кастрованого контенту пресового, радійного й телевізійного простору новочасної України. |

## Нагороди
- 2022 — «За заслуги перед Тернопільщиною» імені Ярослава Стецька від Тернопільської обласної ради (за «Велич особистості» та «Ген українців»)[13]

## Супутні проєкти
У жовтні 2016-го Фаріон заявила про намір започаткувати серію книг «Велич особистості», зокрема про Миколу Лисенка, Івана Пулюя та Михайла Максимовича та інших. Заявлені плани не здійснилися, натомість 2017 року у Видавництві Національного університету «Львівська політехніка» вийшла її монографія «Мовний портрет Івана Пулюя (за листами мислителя)».